# رفعت (اسم)
رفعت هو اسم علم مذكر من أصل عربي، ومعناه هو بلفظ عثماني، رفعة علو القدر والشأن.

## شخصيات تحمل الاسم
- رفعت الأسد (نائب رئيس الجمهورية العربية السورية، وقائد سرايا الدفاع، 22 أغسطس 1937 – )
- رفعت السعيد (سياسي مصري، 11 أكتوبر 1932 – 17 أغسطس 2017)
- رفعت الفناجيلي (لاعب كرة قدم مصري، 1 مايو 1936 – 1 يونيو 2004)
- رفعت المحجوب (سياسي مصري، 23 أبريل 1926 – 12 أكتوبر 1990)
- رفعت ايلجاز (كاتب تركي، 24 أبريل 1911 – 7 يوليو 1993)
- رفعت ترك (لاعب كرة قدم إسرائيلي، 16 سبتمبر 1954 – )
- رفعت جبريل (ضابط مخابرات مصري، 15 مارس 1928 – 14 ديسمبر 2009)
- رفعت شوباروف (22 سبتمبر 1957 – )
- رفعت علي عيد (سياسي لبناني، 24 فبراير 1977 – )
- رفعت قسيس (ناشط فلسطيني)

## شخصيات خيالية تحمل الاسم
- رفعت إسماعيل (1924 – 2014)

## وصلات خارجية
- موسوعة السلطان قابوس لأسماء العرب نسخة محفوظة 5 أبريل 2019 على موقع واي باك مشين.